# Kawtar Hafidi
Pour les articles homonymes, voir Hafidi.
Kawtar Hafidi (arabe : كوثر حفيظي), née en 1973, est une physicienne marocaine spécialisée en physique nucléaire. 
Depuis 2017, elle est directrice de la division de la physique au Laboratoire national d'Argonne, aux États-Unis, devenant la première femme à occuper ce poste.

## Biographie
Après un baccalauréat en sciences et mathématiques au lycée Moulay Youssef, Kawtar Hafidi intègre l'Université Mohammed V de Rabat et opte pour la filière Maths/Physique. Après avoir obtenu sa licence et un DEA au Maroc, elle poursuit ses études en France à partir de 1995. Elle y décroche son doctorat en 1999 à l'Université Paris-Sud (Paris XI) avec une thèse effectuée au CEA sur le site de Saclay dans le domaine de l'énergie atomique. 
Elle poursuit en post-doc aux États-Unis et intègre le laboratoire national d'Argonne. Trois ans plus tard, elle y occupe le poste de physicienne adjointe, avant d'obtenir en 2006 le grade de physicienne à part entière. De 2013 à 2014, elle est détachée auprès du département de l'Énergie (DOE) à Germantown, dans l'État du Maryland, pour piloter une série de projets majeurs. Elle retourne ensuite au laboratoire Argonne en tant que chef scientifique adjointe durant les années 2015-2016. Elle est nommée directrice de la division physique en 2017, elle s'attache alors à établir de manière plus transparente les priorités scientifiques du laboratoire.

## Domaine d'étude
Kawtar Hafidi s'est consacrée à l'étude de l'interaction forte au sein des nucléons, et plus particulièrement à l'étude expérimentale de la chromodynamique quantique en régime non-perturbatif. Elle étudie les facteurs de forme des nucléons, la décomposition en saveurs, la structure du spin et la symétrie de charge, la formation des hadrons, l'imagerie tridimensionnelle des nucléons et noyaux, ainsi que la transparence des couleurs. 

## Prix et distinctions
Durant son parcours, Kawtar Hafidi a remporté plusieurs prix, pour son travail de recherche scientifique mais aussi pour son engagement pour la cause féminine dans le domaine de la science. Elle est ainsi, entre autres, membre de l'American Physical Society et membre de l'Association des femmes dans la science. En 2010, elle obtient le prix du mentor exceptionnel du bureau des sciences du département américain de l'énergie. En 2011, c'est le prix Chicago Innovator de l'Association pour les femmes de la science. En 2012, elle ajoute à son blason le prix pinnacle of Education de l'université de Chicago et d'Argonne. Et en 2014, elle obtient le Prix Argonne pour la diversité des femmes des sciences et de la technologie.
Elle compte sur son CV plus de 140 publications scientifiques. Elle a également pris part à plus de 40 congrès et conférences internationales.